# Устинов, Игорь Гаврилович
Игорь Гаврилович Устинов (род. 20 декабря 1935, Венёв, Тульская область) — советский и российский политический деятель, народный депутат РСФСР, председатель административного комитета СЭЗ г. Находка, депутат Государственной Думы ФС РФ первого созыва (1993—1995)

## Биография
Русский. Получил высшее образование в Уральском политехническом институте, инженер-механик. После окончания вуза, с 1958 года, работал в Морском рыбном порту города Находка. С 1981 по 1990 год работал начальником порта. Состоял в КПСС. В 1990 году избран народным депутатом РСФСР. С 1990 по 1993 год — член Комитета Верховного Совета РСФСР по международным делам и внешнеэкономическим связям. Входил во фракции: «Коммунисты за демократию» (1991 год), «Свободная Россия» (1991 — январь-март 1992 года), «Коалиция реформ» (с апреля 1992 года), «Реформа» (с мая 1992 года), «Промышленный союз» (1992 — январь 1993 года). Вышел из «Коалиции реформ», не согласившись с выдвижением Руслана Хасбулатова на пост Председателя Верховного Совета. В 1993 году был членом депутатской группы Верховного Совета по сотрудничеству с Постоянным комитетом Всекитайского собрания народных представителей КНР. С 1990 по 1994 год работал председателем административного комитета Свободной экономической зоны «Находка».
В 1993 году избран депутатом Государственной думы Федерального Собрания Российской Федерации первого созыва от Уссурийскому одномандатного избирательного округа № 52 (Приморский край), получив 29 % голосов. В Государственной думе был членом фракции «Выбор России» и членом комитета по собственности, приватизации и хозяйственной деятельности. 18 марта 1994 года вышел из фракции и вступил в депутатскую группу «Союз 12 декабря».
В марте 1994 года входил в инициативную группу по созданию партии Демократический выбор России.
В октябре 1994 года был намерен баллотироваться на пост губернатора Приморья (против Евгения Наздратенко), но собрал только 25 тысяч подписей из необходимых 30 тысяч.